# Novoukraïnski
Novoukraïnski - Новоукраинский (rus) - és un khútor del krai de Krasnodar, a Rússia. Es troba als vessants septentrionals del Caucas occidental, en una zona boscosa a la vora del riu Xibik, afluent del riu Adagum, a 5 km al sud-est de Krimsk i a 79 km a l'oest de Krasnodar, la capital.
Pertanyen a aquest municipi les poblacions d'Armianski, Vérkhniaia Stàvropolka, Níjniaia Stàvropolka, Xibik, Sementsovka i Xeptalski.